# Sporthalle Hamburg
Die Sporthalle Hamburg, oder auch Alsterdorfer Sporthalle, ist eine Mehrzweckhalle im Stadtteil Winterhude, Bezirk Nord, der Freien und Hansestadt Hamburg. Sie bietet insgesamt 4144 Sitzplätze. Diese setzen sich aus den 2080 fest montierten Sitzen auf den Rängen, den 1344 Sitzplätzen auf den ausfahrbaren Tribünen sowie den 720 Plätzen auf der Teleskoptribüne auf der Südseite zusammen. Ohne Bestuhlung des Innenraums sind bei Konzerten bis zu 7000 Besucher zugelassen. Die Alsterdorfer Sporthalle ist nach der Barclays Arena die zweitgrößte Veranstaltungshalle der Stadt. Sie wird vom Bezirksamt Hamburg-Nord betrieben und liegt an der Grenze zum Stadtteil Alsterdorf.

## Geschichte
Von ihrer Fertigstellung 1968, besonders seit dem Abriss der Ernst-Merck-Halle Ende der 1980er-Jahre, bis zur Eröffnung der Color-Line-Arena (später Barclays Arena) 2002 im Volkspark war sie die wichtigste Halle für Musik- und Sportveranstaltungen in Hamburg. Ende August 1991 wurden umfangreiche, im Halleninneren durchgeführte Umbaumaßnahmen (Gesamtkosten: 4,5 Millionen D-Mark) abgeschlossen, darunter der Einbau einer neuen Tribüne auf der Hallensüdseite, eines neuen Schwingbodens sowie einer Lautsprecheranlage, des Weiteren wurden auf den Zuschauerrängen blaue Kunststoffsitze angebracht.
Auch heute finden hier, neben den Sportveranstaltungen, regelmäßig Konzerte bekannter Künstler und Bands statt. Seit 1970 findet die Polizei-Show Hamburg in der Halle statt. Neben der Veranstaltungshalle befindet sich seit 2006 die Leichtathletik-Halle für Training und Wettkämpfe.
Bei einer technischen Prüfung wurden im April 2021 Mängel an der Dachkonstruktion festgestellt, woraufhin die Halle bis auf Weiteres für alle Veranstaltungen gesperrt werden musste. Zunächst war eine Schließung und Renovierung bis zum Herbst 2022 vorgesehen. Ein vom Bezirksamt Nord in Auftrag gegebenes Zweitgutachten der Technischen Universität Hamburg kam im Juli 2021 zu dem Schluss, dass ein Tragversagen der fraglichen Porenbetonplatten in den nächsten Jahren ausgeschlossen ist und die Halle wieder öffnen kann. Nach kleineren Reparaturen und dem Einbau einer neuen ausfahrbaren Tribüne auf der Südseite ging die Halle im Oktober des Jahres wieder in Betrieb.

## Veranstaltungen
Als erstes Endspiel eines deutschen Sportverbandes nach Eröffnung der Halle fand hier am 15. Juni 1969 das Endspiel um den DBB-Pokal zwischen dem VfL Osnabrück und dem MTV Gießen (74:75) statt. Die Fechtweltmeisterschaften 1978 und die Deutschen Tischtennis-Meisterschaften 1980 und 2008 wurden in der Halle veranstaltet. Von 1987 bis 2012 fand in der Halle das unter wechselnden Namen bekannte Internationale Hamburger Hallenfußballturnier statt. Zwischen 2012 und 2014 wurde der World Cup of Darts in der Sporthalle Hamburg insgesamt dreimal ausgetragen. Vom 8. bis zum 12. Mai 2013 wurde die siebte U-19-Floorball-Weltmeisterschaft in der Halle ausgetragen.
2014 wurden in der Sporthalle die 53. Deutschen Meisterschaften im Hallenhockey ausgespielt. Bei den Frauen siegte der Uhlenhorster HC und den Titel der Herren konnte der HTC Uhlenhorst Mülheim feiern. 2016 machten die Deutschen Turnmeisterschaften in der Alsterdorfer Sporthalle Station. Die Austragung Ende Juni war eine von zwei nationalen Veranstaltungen zur Qualifikation für die Olympischen Sommerspiele 2016 im August des Jahres.
Seit der Saison 2016/17 werden hier, neben der Barclays Arena, regelmäßig die Heimspiele des Handball-Sportvereins Hamburg (seit 2021 wieder in der Handball-Bundesliga) ausgetragen. Die Profiabteilung des Vereins musste in der Vorsaison Insolvenz anmelden. Die bis dahin zweite Mannschaft stieg aus eigener Kraft aus der Oberliga Hamburg/Schleswig-Holstein in die 3. Liga Nord auf. Seit 2018 ist der Verein in der 2. Bundesliga vertreten. Vom 25. August bis 2. September 2017 war die Sporthalle Hamburg Austragungsort der 19. Weltmeisterschaften im Amateurboxen des Weltverbandes AIBA. 280 Boxer aus über 80 Nationen gingen an den Start. Das Turnier wurde von kubanischen Boxern dominiert, die fünf der in zehn Gewichtsklassen zu vergebenen Titel gewannen. Die weiteren Sieger kamen aus Aserbaidschan, Frankreich, Kasachstan, Usbekistan und der Ukraine.

## Galerie

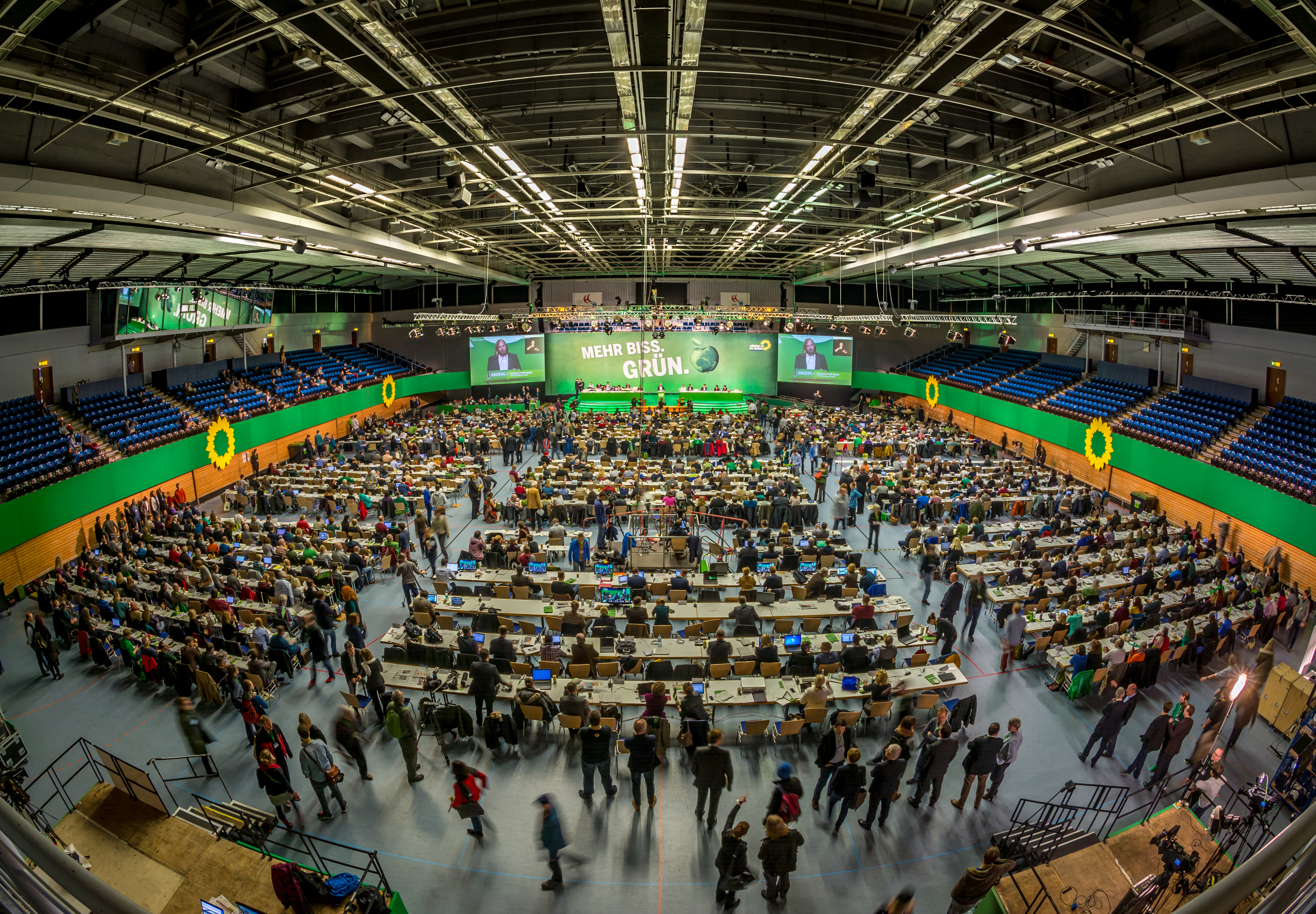
Der Innenraum bei dem Parteitag der Grünen am 22. November 2014